# Stevan Sekereš
Stevan Sekereš (Mirkovac, 26 settembre 1937 – Novi Sad, 23 novembre 2012) è stato un calciatore jugoslavo, di ruolo difensore.

## Carriera

### Nazionale
Il suo debutto con la Jugoslavia risale all'8 maggio 1966 nell'amichevole casalinga vinta 2-0 ai danni dell'Ungheria. La sua ultima partita con i Plavi risale al 19 ottobre dello stesso anno, nell'amichevole vinta 1-0 contro la Cecoslovacchia.
Indossò la maglia della nazionale per un totale di sei partite.

## Statistiche

### Cronologia presenze e reti in nazionale
| Cronologia completa delle presenze e delle reti in nazionale ― Jugoslavia | Cronologia completa delle presenze e delle reti in nazionale ― Jugoslavia | Cronologia completa delle presenze e delle reti in nazionale ― Jugoslavia | Cronologia completa delle presenze e delle reti in nazionale ― Jugoslavia | Cronologia completa delle presenze e delle reti in nazionale ― Jugoslavia | Cronologia completa delle presenze e delle reti in nazionale ― Jugoslavia | Cronologia completa delle presenze e delle reti in nazionale ― Jugoslavia | Cronologia completa delle presenze e delle reti in nazionale ― Jugoslavia |
| Data                                                                      | Città                                                                     | In casa                                                                   | Risultato                                                                 | Ospiti                                                                    | Competizione                                                              | Reti                                                                      | Note                                                                      |
| ------------------------------------------------------------------------- | ------------------------------------------------------------------------- | ------------------------------------------------------------------------- | ------------------------------------------------------------------------- | ------------------------------------------------------------------------- | ------------------------------------------------------------------------- | ------------------------------------------------------------------------- | ------------------------------------------------------------------------- |
| 8-5-1966                                                                  | Zagabria                                                                  | Jugoslavia                                                                | 2 – 0                                                                     | Ungheria                                                                  | Amichevole                                                                | -                                                                         |                                                                           |
| 1-6-1966                                                                  | Belgrado                                                                  | Jugoslavia                                                                | 0 – 2                                                                     | Bulgaria                                                                  | Amichevole                                                                | -                                                                         |                                                                           |
| 23-6-1966                                                                 | Hannover                                                                  | Germania Ovest                                                            | 2 – 0                                                                     | Jugoslavia                                                                | Amichevole                                                                | -                                                                         |                                                                           |
| 27-6-1966                                                                 | Malmö                                                                     | Svezia                                                                    | 1 – 1                                                                     | Jugoslavia                                                                | Amichevole                                                                | -                                                                         |                                                                           |
| 18-9-1966                                                                 | Belgrado                                                                  | Jugoslavia                                                                | 1 – 2                                                                     | Unione Sovietica                                                          | Amichevole                                                                | -                                                                         |                                                                           |
| 12-10-1966                                                                | Tel Aviv                                                                  | Israele                                                                   | 1 – 3                                                                     | Jugoslavia                                                                | Amichevole                                                                | -                                                                         |                                                                           |
| 19-10-1966                                                                | Belgrado                                                                  | Jugoslavia                                                                | 1 – 0                                                                     | Cecoslovacchia                                                            | Amichevole                                                                | -                                                                         |                                                                           |
| Totale                                                                    |                                                                           | Presenze                                                                  | 7                                                                         |                                                                           | Reti                                                                      | 0                                                                         |                                                                           |

## Palmarès

### Club

#### Competizioni nazionali
- Campionato jugoslavo: 1

Vojvodina: 1965-1966